# OR7A5
Olfaktorni receptor 7A5 je protein koji je kod ljudi kodiran OR7A5 genom.
Olfaktorni receptori formiraju interakcije sa molekulima mirisa u nosu, čime se inicira neuronski respons koji izaziva percepciju mirisa. Oni su odgovorni za prepoznavanje i G proteinima posredovanu transdukciju mirisnih signala. Proteini olfaktornih receptora su članovi velike familije G protein spregnutih receptora (GPCR). Poput mnogih receptora za neurotransmitere i hormone, olfaktorni receptori imaju strukturu 7-transmembranskog domena. Oni su kodirani genima sa jednim eksonom. Geni olfaktornih receptora su najveća familija genoma. Nomenklatura gena i proteina olfaktornih receptora je nezavisna od drugih organizama.

## Literatura
- Gerhard DS; Wagner L; Feingold EA;  . (2004). „The status, quality, and expansion of the NIH full-length cDNA project: the Mammalian Gene Collection (MGC)”. Genome Res. 14 (10B): 2121—2127. PMC 528928 . PMID 15489334. doi:10.1101/gr.2596504.
- Grimwood J; Gordon LA; Olsen A;  . (2004). „The DNA sequence and biology of human chromosome 19”. Nature. 428 (6982): 529—535. PMID 15057824. doi:10.1038/nature02399.
- Malnic B, Godfrey PA, Buck LB (2004). „The human olfactory receptor gene family”. Proc. Natl. Acad. Sci. U.S.A. 101 (8): 2584—2589. PMC 356993 . PMID 14983052. doi:10.1073/pnas.0307882100.
- Strausberg RL; Feingold EA; Grouse LH;  . (2003). „Generation and initial analysis of more than 15,000 full-length human and mouse cDNA sequences”. Proc. Natl. Acad. Sci. U.S.A. 99 (26): 16899—16903. PMC 139241 . PMID 12477932. doi:10.1073/pnas.242603899.
- Fuchs T; Malecova B; Linhart C;  . (2003). „DEFOG: a practical scheme for deciphering families of genes”. Genomics. 80 (3): 295—302. PMID 12213199. doi:10.1006/geno.2002.6830.
- Vanderhaeghen P, Schurmans S, Vassart G, Parmentier M (1997). „Molecular cloning and chromosomal mapping of olfactory receptor genes expressed in the male germ line: evidence for their wide distribution in the human genome”. Biochem. Biophys. Res. Commun. 237 (2): 283—287. PMID 9268701. doi:10.1006/bbrc.1997.7043.
- Vanderhaeghen P, Schurmans S, Vassart G, Parmentier M (1997). „Specific repertoire of olfactory receptor genes in the male germ cells of several mammalian species”. Genomics. 39 (3): 239—246. PMID 9119360. doi:10.1006/geno.1996.4490.
- Parmentier M; Libert F; Schurmans S;  . (1992). „Expression of members of the putative olfactory receptor gene family in mammalian germ cells”. Nature. 355 (6359): 453—455. PMID 1370859. doi:10.1038/355453a0.

## Spoljašnje veze
- OR7A5+protein,+human на 